# Clusia pulcherrima
Clusia pulcherrima är en tvåhjärtbladig växtart som beskrevs av Adolf Engler. Clusia pulcherrima ingår i släktet Clusia och familjen Clusiaceae. Inga underarter finns listade i Catalogue of Life.